# Partícula virtual

Diagrama de Feynman mostrando um dos possíveis resultados da interação entre um elétron e um positron, no caso um "ricochete", descrito como uma aniquilação seguida de uma produção de par mediadas no caso por um fóton. São as partículas iniciais (linhas à esquerda) ou finais (linhas à direita) que podem ser fisicamente detectadas nos aceleradores de partículas. A linha senoidal representa um fóton, partícula virtual, que não é diretamente observável.

Na Física, em específico em Eletrodinâmica Quântica, uma partícula virtual é um objeto matemático que existe como construção idealizada para representar interações. Não têm existência real, de forma que partículas virtuais não são detectáveis nos experimentos. 
Comuns nos diagramas de Feynman, as partículas virtuais são criadas e destruídas mediando interações. Sua função é permitir que uma dada interação possa ocorrer para que as partículas iniciais se convertam nas partículas finais do processo.
Há ainda uma segunda acepção para o termo partícula virtual. Nesta acepção, partícula virtual é uma partícula transitória que aparece ou desaparece devido a flutuações quânticas de energia, sendo a acepção muito recorrente quando se fala da natureza do vácuo quântico. 
Mesmo no melhor vácuo há energia, no mínimo a atrelada às energias de ponto zero do campo eletromagnético e outros. Flutuações de energia dão origem, através de processo como o de produção de par, a partículas reais ou partículas mensageiras, que dada a efemeridade de ocorrência, são denominadas virtuais.
Confusões entre as duas acepções não são incomuns. Há tentativas de se fundirem os dois conceitos em um, geralmente apoiados em má interpretação de princípios físicos. Atenção às interpretações é pois requerida nesse assunto.

## Fundamento do mecanismo explicativo

Detalhe de um diagrama de Feynman mostrando a possibilidade de descrição de partículas virtuais.

A partícula virtual pode ser entendida, por exemplo, a partir da emissão de um fóton por um elétron, ambos se recombinando logo depois. Esses estados intermediários, não passíveis de medição, são chamados de estados virtuais, compostos de um fóton virtual e um elétron virtual.
Interações entre partículas são simplificadamente explicadas através dos diagramas de Feynman. Um diagrama para a interação acima exemplificada pode ser visto ao lado. Uma característica dos diagramas de Feynman é que linhas que começam e terminam dentro do diagrama representam partículas virtuais.

## Leis de Conservação
As partículas virtuais também devem respeitar as leis físicas, de forma que cada vértice em um diagrama de Feynman deve sempre conservar a carga, número bariônico, número leptônico, energia e momento;  mas não necessariamente a massa - que em física de altas energias é tratada como se energia fosse.
Contudo, as partículas virtuais por si não têm que exibir relações de dispersão condizentes às esperadas para entes físicos reais. Isso quer dizer que as massas, as energias e os momentos de partículas virtuais podem ter, independentemente, quaisquer valores - os necessários para não se violarem as leis físicas junto às partículas envolvidas, junto aos vértices nos diagramas de Feynman .
A situação é um pouco sutil: uma partícula real livre obedece à relação de dispersão, em cenário relativístico, {\displaystyle E={\sqrt {m_{0}^{2}c^{4}+p^{2}c^{2}}}}, mas para uma partícula virtual essa relação notoriamente não é satisfeita. Tentando colocar as partículas virtuais como partículas no limite de existência, alguns autores "corrigem" essa situação afirmando que as partículas virtuais podem violar a conservação da energia - usualmente por instantes ínfimos - no limite observacional; ou argumentam que a a energia extra necessária à correção advém do Princípio da Incerteza. Como descrito por David Griffiths, esses raciocínios não são, contudo, corretos. .
A massa do elétron virtual, visto no diagrama ao lado, não corresponde à massa de um elétron real, e nem sua relação de dispersão é a de uma partícula física. Raciocínio estende-se ao fóton virtual atrelado; e a todas as demais partículas virtuais.
Partículas virtuais são abstrações matemáticas, não partículas físicas que se encontram no "limiar da existência".